# Cüneyd Düzyol
Mustafa Cüneyd Düzyol, né en 1964, est un homme politique turc.